# Ogata Tomosaburō

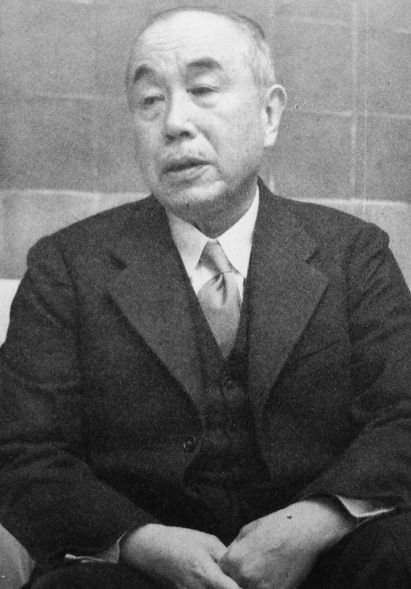
Ogata, 1955

Ogata Tomosaburō (japanisch 緒方 知三郎; geboren  31. Januar 1883 in Tōkyō; gestorben 25. August 1973) war ein japanischer Pathologe.

## Leben und Wirken
Ogata Tomosaburō wurde als dritter Sohn des Arztes Ogata Koreyoshi (1843–1909) geboren. Er machte seinen Abschluss an der „Kaiserlichen Medizinhochschule Tōkyō“ (東京帝国大学医科大学, Tōkyō teikoku daigaku ika dagaku). Anschließend bildete er sich in Berlin am Westend-Krankenhaus weiter. Nach seiner Rückkehr lehrte er von 1913 bis 1923 an seiner Alma Mater und anschließend bis 1943 an der Universität Tōkyō. Nach seinem Ausscheiden als „Meiyo Kyōju“ war er von 1946 bis 1954 Präsident der Medizinhochschule Tōkyō. Seit 1946 war er Mitglied der Akademie der Wissenschaften.
Er bewies, dass die Glandula parotidea wesentlich ist für die Entwicklung von Knochen und Zähnen. Zusammen mit Mazono Junjirō war er 1926 Autor einer Reihe von Publikationen zu den Effekten des Vitamin B1-Mangels.
1957 wurde Ogata als Person mit besonderen kulturellen Verdiensten geehrt und im gleichen Jahr mit dem Kulturorden ausgezeichnet.